# Championnat de Belgique de football de deuxième division 1945-1946
Navigation
saison précédente saison suivante
Le Championnat de Belgique de football D2 1945-1946 est la vingt-neuvième édition du championnat de Division 1 (D2) belge.
L'URBSFA "reforme" les séries en effaçant les effets des relégations subies durant les « championnats de guerre ». Une série comporte 17 clubs, l'autre 18. La première poule compte deux relégués pour trois à la seconde.
Par rapport à la dernière saison disputée (1943-1944, le R. FC Liégeois et Sint-Niklaasche SK, champions de leur série recpective sont montés en Division d'Honneur. K. Boom FC et le R. Racing CB ont été repêchés (car relégués pendant la guerre) et replacés parmi l'élite.
Par ailleurs, pour cette compétition de reprise huit formations apparaissent au 2e niveau. Il s'agit des quatre champions de Promotion 43-44 et de trois clubs repêchés la Huy, Andenne et le Edegem. Le K. Lyra a quant à lui été considéré comme relégué sportif à la fin de la saison de Division d'Honneur 1943-1944.

## Participants 1945-1946
Trente-cinq clubs prennent part à cette édition, soit quatre de plus que lors de la saison précédente. Les raisons de cette augmentation sont l'arrivée des promus du 3e niveau et la présence des clubs « repêchés ». Les équipes sont réparties en deux séries, l'une compte 17 formations, pour 18 à la seconde. Au terme de cette compétition, cinq équipes sont reléguées vers le 3e niveau.
Les matricules renseignés en gras existent encore lors de la saison « 2012-2013 ».
Légende
- Club relégué à la fin de la saison 1943-1944
- Clubs promus à la fin  saison 1943-1944
- Clubs « repêchés » par rapport aux saisons précédentes (annulation des relégations lors des « championnats de guerre »)

Abréviations
R: renseigne que ce club a été repêché

### Série A
| #  | Nom                                        | Mat. | Ville       | Stades                   | En D2 depuis    | Total en D2 | S. précédente   |
| -- | ------------------------------------------ | ---- | ----------- | ------------------------ | --------------- | ----------- | --------------- |
| 1  | Daring Club de Bruxelles Société Royale    | 2    | Molenbeek   | stade E. Machtens        | 1941-1942 (4e)  | 4 saisons   | 5e Série B      |
| 2  | Royal Football Club Brugeois               | 3    | Bruges      | De Klokke                | 1941-1942 (4e)  | 7 saisons   | 3e Série A      |
| 3  | Royal Uccle Sport                          | 15   | Uccle       | Chaussée de Neerstalle   | 1923-1924 (20e) | 25 saisons  | 14e Série B     |
| 4  | Royal Courtrai Sports                      | 19   | Courtrai    | ??                       | 1943-1944 (2e)  | 11 saisons  | 10e Série A     |
| 5  | Royal Charleroi Sporting Club              | 22   | Charleroi   | stade du Mambourg        | 1937-1938 (6e)  | 10 saisons  | 5e Série A      |
| 6  | Royal Racing Club Tournaisien              | 36   | Tournai     | Drève de Maire           | 1941-1942 (4e)  | 4 saisons   | 7e Série B      |
| 7  | Royale Association Sportive Renaisienne    | 38   | Renaix      | avenue du 4 mars         | 1937-1938 (6e)  | 10 saisons  | 13e Série A     |
| 8  | Royal Football Club Renaisien              | 46   | Renaix      | Parc Lagache             | 1931-1932 (12e) | 12 saisons  | 6e Série A      |
| 9  | Royal Vilvorde Football Club               | 49   | Vilvorde    | ??                       | 1937-1938 (6e)  | 10 saisons  | 9e Série A      |
| 10 | Athletische Sportvereeniging Oostende K.M. | 53   | Ostende     | Albertpark               | 1938-1939 (5e)  | 15 saisons  | 15e Série A     |
| 11 | Club Sportif de Schaerbeek                 | 55   | Schaerbeek  | Parc Josaphat            | 1930-1931 (13e) | 15 saisons  | 4e Série A      |
| 12 | Stade Nivellois                            | 182  | Nivelles    | ??                       | 1943-1944 (2e)  | 2 saisons   | 12e Série A     |
| 13 | Koninklijke Football Club Vigor Hamme      | 211  | Hamme       | ??                       | 1942-1943 (3e)  | 3 saisons   | 2e Série A      |
| 14 | Union Sportive du Centre                   | 213  | Haine-St-P. | ??                       | 1935-1936 (8e)  | 8 saisons   | 11e Série A     |
| 15 | Royal Cercle Sportif Hallois               | 120  | Hal         | ??                       | 1945-1946 (1re) | 3 saisons   | 1er Promotion A |
| 16 | Racing Athletic & Football Club Lokeren    | 282  | Lokeren     | ??                       | 1945-1946 (1re) | 1 saison    | 1er Promotion B |
| 17 | Union Royale Namur                         | 156  | Namur       | stade des Champs-Élysées | 1945-1946 (1re) | 1 saison    | 1er Promotion C |

### Localisations Série A
| \| Bruxelles · Daring CB SR · R. Uccle Sport · CS Schaerbeek FC Brugeois AS Oostende Bruxelles Courtrai Vilvorde CS Hallois Nivelles RC Tournai Sp. Charleroi US du Centre UR Namur AS Renaix FC Renaix Hamme Lokeren \| Localisation des clubs engagés en Division 1A 1945-1946 |
| Bruxelles · Daring CB SR · R. Uccle Sport · CS Schaerbeek FC Brugeois AS Oostende Bruxelles Courtrai Vilvorde CS Hallois Nivelles RC Tournai Sp. Charleroi US du Centre UR Namur AS Renaix FC Renaix Hamme Lokeren                                                               |

### Série B
| #  | Nom                                                   | Mat. | Ville      | Stades             | En D2 depuis      | Total en D2 | S. précédente          |
| -- | ----------------------------------------------------- | ---- | ---------- | ------------------ | ----------------- | ----------- | ---------------------- |
| 1  | Koninklijke Lyra                                      | 52   | Lierre     | Lyrastadion        | 1945-1946 (1re)   | 18 saisons  | Division d'Honneur 15e |
| 2  | Royal Football Club Sérésien                          | 17   | Seraing    | stade du Pairay    | 1931-1932 (12e)   | 14 saisons  | 7e Série B             |
| 3  | Royal Stade Louvaniste                                | 18   | Louvain    | ??                 | 1936-1937 (7e)    | 21 saisons  | 2e Série B             |
| 4  | Racing Club Mechelen Koninklijke Maatschappij         | 24   | Malines    | Antwerpsesteenweg  | 1937-1938 (6e)    | 10 saisons  | 8e Série B             |
| 5  | Royal Fléron Football Club                            | 33   | Fléron     | ??                 | 1941-1942 (4e)    | 7 saisons   | 15e Série B            |
| 6  | Royal Excelsior Football Club Hasselt                 | 37   | Hasselt    | Stedelijkestadion  | 1938-1939 (5e)    | 15 saisons  | 12e Série B            |
| 7  | Koninklijke Tubantia Football Athletic Club           | 64   | Borgerhout | Rivierenhof        | 1932-1933 (11e)   | 13 saisons  | 16e Série A            |
| 8  | Voetbal Vereeniging Oude God Sport                    | 68   | Mortsel    | ??                 | 1934-1935 (9e)    | 12 saisons  | 14e Série A            |
| 9  | Koninklike Tongerse Sportvereniging Cercle            | 73   | Tongres    | ??                 | 1942-1943 (3e)    | 6 saisons   | 11e Série B            |
| 10 | Football Club Herentals                               | 97   | Herentals  | ??                 | 1941-1942 (4e)    | 4 saisons   | 10e Série B            |
| 11 | Racing Club Tirlemont                                 | 132  | Tirlemont  | ??                 | 1938-1939 (5e)    | 11 saisons  | 9e Série B             |
| 12 | Football Club Turnhout                                | 148  | Turnhout   | ??                 | 1937-1938 (6e)    | 16 saisons  | 4e Série B             |
| 13 | Football Club Verbroedering Geel                      | 395  | Geel       | ??                 | 1942-1943 (3e)    | 3 saisons   | 6e Série B             |
| 14 | Waterschei Sport Vereeniging Tot Herstel Onze Rechten | 553  | Genk       | stade André Dumont | 1935-1936 (8e)    | 8 saisons   | 13e Série B            |
| 15 | Royale Union Hutoise Football Club                    | 76   | Huy        | ??                 | R 1945-1946 (1re) | 7 saisons   | 9e Promotion D         |
| 16 | Koninklijke Belgica Football Club Edegem              | 375  | Edegem     | ??                 | R 1945-1946 (1re) | 10 saisons  | 8e Promotion C         |
| 17 | Cercle Sportif Andennais                              | 307  | Andenne    | stade J. Pappa     | R 1945-1946 (1re) | 2 saisons   | 10e Promotion D        |
| 18 | Beeringen Football Club                               | 522  | Beringen   | Mijnstadion        | 1945-1946 (1re)   | 1 saison    | 1er Promotion D        |

### Localisations Série B
| \| Anvers · K. Tubantia FC · VV Oude God Sport · K. Belgica FC Edegem Anvers FC Turnhout Lyra FC Herentals Verb. Geel RC Malines St. Louvaniste Tirlemont Waterschei Beringen Exc. FC Hasselt Tongres FC Sérésien Fléron U. Hutoise CS Andennais \| Localisation des clubs engagés en Division 1B 1945-1946 |
| Anvers · K. Tubantia FC · VV Oude God Sport · K. Belgica FC Edegem Anvers FC Turnhout Lyra FC Herentals Verb. Geel RC Malines St. Louvaniste Tirlemont Waterschei Beringen Exc. FC Hasselt Tongres FC Sérésien Fléron U. Hutoise CS Andennais                                                               |

### Localisation des clubs anversois
Les 3 clubs anversois sont:
(4) Tubantia FAC (B)
(10) K. FC Belgica Edegem (B)
(11) VV Oude God Sport (B)

### Localisation des clubs bruxellois
Les 3 cercles bruxellois sont :
(5) Daring CB SR (A)
(9) Uccle Sport (A)
(12) CS Schaerbeek (A)

## Classements
- Le nom des clubs est celui employé à l'époque

Légende
- Champion et promu en Division d'Honneur
- clubs relégués en Promotion (D3)

Abréviations
 : Relégué de Division d'Honneur 1943-1944

 : Promus de Promotion (D3) 1943-1944

### Division 1A
| Rang | Équipe             | Pts | J  | G  | N  | P  | Bp  | Bc  | Diff |
| ---- | ------------------ | --- | -- | -- | -- | -- | --- | --- | ---- |
| 1    | R. FC BRUGEOIS     | 53  | 32 | 23 | 7  | 2  | 103 | 26  | +77  |
| 2    | R. Uccle Sport     | 50  | 32 | 23 | 4  | 5  | 93  | 46  | +47  |
| 3    | R. Charleroi SC    | 44  | 32 | 21 | 2  | 9  | 106 | 60  | +46  |
| 4    | R. FC Renaisien    | 42  | 32 | 18 | 6  | 8  | 64  | 45  | +19  |
| 5    | Daring CB SR       | 36  | 32 | 16 | 4  | 12 | 69  | 46  | +23  |
| 6    | R. Courtrai Sports | 35  | 32 | 14 | 7  | 11 | 78  | 68  | +10  |
| 7    | K. FC Vigor Hamme  | 35  | 32 | 15 | 5  | 12 | 78  | 76  | +2   |
| 8    | R. CS Hallois      | 32  | 32 | 12 | 8  | 12 | 55  | 64  | -9   |
| 9    | UR Namur           | 29  | 32 | 11 | 7  | 14 | 50  | 50  | 0    |
| 10   | Racing AFC Lokeren | 29  | 32 | 12 | 5  | 15 | 51  | 71  | -20  |
| 11   | R. CS Schaerbeek   | 28  | 32 | 9  | 10 | 13 | 62  | 62  | 0    |
| 12   | R. RC Tournaisien  | 28  | 32 | 12 | 4  | 16 | 63  | 67  | -4   |
| 13   | R. AS Renaisienne  | 27  | 32 | 11 | 5  | 16 | 44  | 56  | -12  |
| 14   | R. Vilvorde FC     | 27  | 32 | 13 | 1  | 18 | 71  | 77  | -6   |
| 15   | AS Oostende KM     | 19  | 32 | 7  | 5  | 20 | 49  | 95  | -46  |
| 16   | US du Centre       | 19  | 32 | 6  | 7  | 19 | 48  | 83  | -35  |
| 17   | Stade Nivellois    | 11  | 32 | 5  | 1  | 26 | 25  | 117 | -92  |

### Division 1B
| Rang | Équipe                  | Pts | J  | G  | N | P  | Bp  | Bc  | Diff |
| ---- | ----------------------- | --- | -- | -- | - | -- | --- | --- | ---- |
| 1    | K. LYRA                 | 52  | 34 | 23 | 6 | 5  | 96  | 32  | +64  |
| 2    | RC Mechelen KM          | 50  | 34 | 23 | 4 | 7  | 108 | 50  | +58  |
| 3    | RC Tirlemont            | 48  | 34 | 22 | 4 | 8  | 83  | 53  | +30  |
| 4    | FC Turnhout             | 46  | 34 | 19 | 8 | 7  | 100 | 54  | +46  |
| 5    | FC Verbroedering Geel   | 46  | 34 | 20 | 6 | 8  | 100 | 48  | +52  |
| 6    | R. Stade Louvaniste     | 46  | 34 | 20 | 6 | 8  | 104 | 52  | +52  |
| 7    | R. Excelsior FC Hasselt | 39  | 34 | 16 | 7 | 11 | 84  | 82  | +2   |
| 8    | Beeringen FC            | 37  | 34 | 16 | 5 | 13 | 68  | 54  | +14  |
| 9    | K. Tongersche SV Cercle | 34  | 34 | 14 | 6 | 14 | 84  | 76  | +8   |
| 10   | FC Herentals            | 33  | 34 | 15 | 3 | 16 | 68  | 67  | +1   |
| 11   | R. Fléron FC            | 29  | 34 | 12 | 5 | 17 | 66  | 74  | -8   |
| 12   | K. Tubantia FC          | 29  | 34 | 13 | 3 | 18 | 63  | 67  | -4   |
| 13   | R. Union Hutoise FC     | 27  | 34 | 12 | 3 | 19 | 57  | 93  | -36  |
| 14   | VV Oude God Sport       | 26  | 34 | 10 | 6 | 18 | 60  | 83  | -23  |
| 15   | R. FC Sérésien          | 26  | 34 | 13 | 0 | 21 | 82  | 95  | -13  |
| 16   | Waterschei SV THOR      | 24  | 34 | 10 | 4 | 20 | 59  | 103 | -44  |
| 17   | K. Belgica FC Edegem    | 12  | 34 | 5  | 2 | 27 | 43  | 112 | -69  |
| 18   | CS Andennais            | 8   | 34 | 4  | 0 | 30 | 43  | 173 | -130 |

## Résumé de la saison
- Champion A: R. FC Brugeois (3e titre de D2)
- Champion B: K. Lyra (3e titre de D2)

- Douzième titre de "D2" pour la Province d'Anvers.
- Quatrième titre de "D2" pour la Province de Flandre occidentale.

| Région flamande (19)            | Région flamande (19) | Province de Brabant (8)      | Province de Brabant (8) | Région wallonne (8)    | Région wallonne (8) |
| ------------------------------- | -------------------- | ---------------------------- | ----------------------- | ---------------------- | ------------------- |
| Province d'Anvers               | 8                    | Région de Bruxelles-Capitale | 3                       | Province de Hainaut    | 3                   |
| Province de Flandre-Occidentale | 3                    | Province du Brabant flamand  | 4                       | Province de Liège      | 3                   |
| Province de Flandre-Orientale   | 4                    | Province du Brabant wallon   | 1                       | Province de Luxembourg | 0                   |
| Province de Limbourg            | 4                    |                              |                         | Province de Namur      | 2                   |

1. ↑  Au niveau footballistique, la province de Brabant est toujours unitaire malgré sa partition territoriale en 1995.

## Montée / Relégation
Le Royal Football Club Brugeois et le Koninklijke Lyra gagnent le droit de monter en Division d'Honneur, où ils remplacent les deux descendants: R. Tilleur FC et le R. CS Brugeois.
Les cinq équipes reléguées cèdent leur place aux quatre champions de Promotion (D3): K. SC Meenen, Mol Sport, Cappellen FC et Stade Waremmien FC.

## Débuts en D2
Trois clubs disputent leur première saison au 2e niveau national. Ils sont les 85e, 86e et 87e clubs différents à jouer en "D2" belge.
- Racing AFC Lokeren est le 10e club de la Province de Flandre orientale à atteindre le ce niveau.
- Beeringen FC est le 6e club de la Province de Limbourg à atteindre le ce niveau.
- UR Namur est le 4e club de la Province de Namur à atteindre le ce niveau.

## Changement d'appellation
C'est sous la dénomination de « Racing Club Lokeren » que le matricule 282 remporte la Promotion série B en 1944. Le 19 juillet 1945, le club change son appellation et devient le Racing Athletic en Football Club Lokeren ou « Racing AFC Lokeren ».